# New World Order (wrestling)
Il New World Order, conosciuto anche con l'acronimo nWo, è stata una stable di wrestling attiva nella World Championship Wrestling tra il 1996 e il 2000 e nella World Wrestling Federation nel 2002, originariamente composta da "Hollywood" Hulk Hogan, Kevin Nash e Scott Hall.
Il New World Order ebbe origine in WCW il 7 luglio 1996, in seguito al turn heel di Hulk Hogan ai danni di Randy Savage a Bash at the Beach; il gruppo, formato anche da Kevin Nash e Scott Hall, assunse subito la gimmick di una banda di strada volta a comandare la federazione e, nel suo periodo di massima popolarità, portò la WCW a superare la WWF nella Monday Night War. Nel 2002, Hogan, Hall e Nash tornarono in WWF e riformarono la stable per alcuni mesi.
La storyline riguardante il New World Order è generalmente considerata una delle più importanti nella storia del wrestling, e generò molteplici imitazioni e parodie, inclusi il Blue World Order (bWo), il Latino World Order (lWo) e il Juggalo World Order (jWo). Il gruppo dominò la WCW di fine anni novanta e proseguì anche dopo la dissoluzione della compagnia nel 2001, nel corso degli anni ci furono diverse incarnazioni del gruppo, a volte anche rivali tra di loro.
Nel 2021 la fazione, rappresentata da Hogan, Nash, Hall e Syxx, è stata inserita nella WWE Hall of Fame (classe del 2020). Scott Hall è morto il 14 marzo 2022 all'età di 63 anni.

## Ideazione
La storyline del nWo fu un'idea dell'allora vicepresidente esecutivo della WCW Eric Bischoff, a seguito della visione dello show Battle Formation della New Japan Pro-Wrestling, svoltosi il 29 aprile 1996 al Tokyo Dome. Il main event dello show era un match New Japan Pro-Wrestling vs. UWF International con in palio l'IWGP Heavyweight Championship, nel quale Shinya Hashimoto (NJPW) sconfisse Nobuhiko Takada. Bischoff voleva creare qualcosa di simile nella World Championship Wrestling, una sorta di "invasione" dove la WCW veniva sabotata da un'altra compagnia rivale, inizialmente insinuando che potesse essere la World Wrestling Federation, dato che i membri fondatori del nWo avevano lavorato in precedenza per la compagnia.
Il nWo fu all'inizio presentato come un'entità separata dalla WCW. Spesso, durante i programmi televisivi della federazione venivano trasmessi degli spot in stile propaganda riguardanti il New World Order, presentati come fossero delle intrusioni del segnale, con una voce fuoricampo che proclamava: «The following announcement has been paid for by the New World Order» ("Il seguente annuncio è stato pagato dal Nuovo Ordine Mondiale"). Anche Kevin Nash, Craig Leathers, Terry Taylor, Kevin Sullivan e Paul Orndorff, contribuirono tutti con varie idee al concetto di base del nWo ideato da Bischoff.
Leathers contattò i Disney/MGM Studios per il logo della stable. I disegnatori proposero dei bozzetti, e fu la direzione della Turner che scelse alla fine il logo della fazione. Scott Hall è accreditato di avere inventato il gesto delle mani caratteristico del gruppo, mentre Taylor scarabocchiò tardivamente lo slogan più popolare del gruppo: «When you're nWo, you're nWo 4 life», alla fine del 1996.
Insieme a Bill Goldberg e Sting, il nWo fu uno dei fattori principali del successo della WCW durante la Monday Night War e sarebbe stato in seguito parodiato dalla stable D-Generation X nella World Wrestling Federation.

## Storia

### World Championship Wrestling (1996–2000)

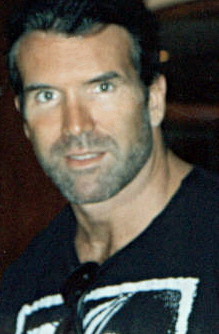
Scott Hall, il cui comportamento sullo schermo portò la WWF a sostenere che la WCW aveva violato le loro proprietà intellettuali

#### Nascita

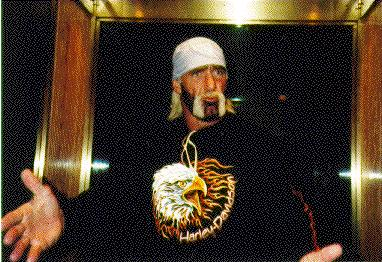
Hulk Hogan durante il periodo nel nWo

Tutto ebbe inizio il 3 giugno 1996, quando Scott Hall, da poco arrivato in WCW, disse al pubblico che aveva in serbo una piccola sorpresa. La settimana dopo, infatti, approdò alla WCW l'ex WWF Champion Kevin Nash in una puntata di Monday Night Nitro. Nash e Hall diventarono così gli "Outsiders", due che andavano nel backstage a distrarre i wrestler prima dei loro match, interferire nei match altrui e anche nelle telecronache. Hall & Nash erano entrambi sotto contratto con la WCW, ma la storyline implicava che fossero due wrestler WWF che stavano "invadendo" la WCW. Ciò fu abbastanza preoccupante per la WWF da prendere in considerazione un'azione legale per i comportamenti di Hall e Nash. Principalmente Hall infastidiva la dirigenza WWF, perché non si era distanziato abbastanza dal suo personaggio di Razor Ramon, continuando ad utilizzare gli stessi manierismi e l'accento pseudo-cubano che utilizzava in WWF. Dopo alcune settimane i due annunciarono che a loro si sarebbe aggiunto un terzo componente. In realtà questo membro avrebbe dovuto essere Sting, ma sorprendentemente pochi giorni prima dell'angle che avrebbe dovuto portarlo dalla parte dei cattivi, lo stesso Sting dichiarò che non avrebbe mai voluto diventare heel in quel periodo. La WCW si trovò spiazzata e cercò in tutti i modi di accaparrarsi Bret Hart dalla WWF, ma il wrestler canadese rifiutò più volte e la federazione di Atlanta riuscì ad averlo nel suo roster solo un anno dopo. Ormai sembrava che la WCW non avesse più altre soluzioni se non mandare a Bash at the Beach solamente gli Outsiders senza un terzo membro così il match diventò un handicap match, 3 contro 2: da una parte Hall & Nash, dall'altra Sting, Lex Luger e Randy Savage. Il Team WCW si presentò sul ring con tutti e tre i membri che avevano il caratteristico face paint di Sting come segno di solidarietà. Durante il match, Luger si infortunò e i paramedici lo portarono fuori dal ring, la situazione era in parità: due contro due. Verso la fine del match Hulk Hogan apparve a sorpresa e invece di aiutare i rappresentanti della WCW, colpì Savage con la sua mossa Leg Drop of Doom e aiutò Hall e Nash a vincere il match. La folla era incredula davanti a ciò che aveva visto: il top face della federazione aveva effettuato un inaspettato turn heel. Il motivo era che si sentiva troppo stanco dei suoi fan che lo trattavano male e parlò di una nuova stable: "New World Order of professional wrestling" diventato in seguito semplicemente "nWo".
Il pubblico nell'arena, che un attimo prima stava incitando Hogan, cominciò a fischiare e mostrare il proprio disprezzo nei confronti del loro ormai ex eroe e dei suoi nuovi alleati, gettando sul ring bicchieri di carta, bottigliette di plastica, cartacce, ecc... Nel mezzo del caos più totale, "Mean" Gene Okerlund salì sul ring per intervistare Hogan. Durante l'intervista, Hogan esclamò che lui, Hall e Nash erano "il nuovo ordine mondiale del wrestling", dando al gruppo il nome – New World Order:
Per i fan fu particolarmente scioccante il turn heel di Hogan, che dal 1981 era sempre stato un beniamino del pubblico:

#### Successo
Il nWo prese ben presto il controllo della WCW; nell'edizione di Nitro del 10 agosto 1996, Hogan (ora chiamato Hollywood Hogan e vestito di nero) sconfisse The Giant grazie all'aiuto di Kevin Nash e Scott Hall, divenendo per la seconda volta campione del mondo WCW. Al termine del match, Hogan ribattezzò la Big Gold Belt come nWo World Heavyweight Championship scrivendovi sopra con la vernice spray nera l'acronimo del gruppo in lettere capitali. Il 26 agosto Ted DiBiase fece il suo esordio in WCW e presto divenne il finanziatore e portavoce del nWo (nonché quarto membro), e gli fu dato il soprannome "Trillionaire Ted". Nei mesi successivi, vari altri wrestler entrarono nel New World Order, a partire a sorpresa proprio da The Giant, che però fu escluso dalla stable a inizio 1997, quando entrò in contrasto con Hogan, il quale si rifiutava di concedergli la shot al titolo vinta nella 3 ring battle royal di World War III 1996. Poco tempo dopo il nWo fece entrare Syxx tra i suoi effettivi, il nome del wrestler era un riferimento al fatto che egli era il sesto membro entrato nel gruppo. Il 23 settembre arrivò anche Vincent, nelle vesti di "capo della sicurezza". Miss Elizabeth tradì i Four Horsemen e si unì al gruppo come valletta di Hogan. La stable continuò a dominare la WCW, con Hogan che difese con successo il World Championship contro Randy Savage, e con Hall & Nash che conquistarono i WCW World Tag Team Championship sconfiggendo gli Harlem Heat al ppv Halloween Havoc. Sempre ad Halloween Havoc, il vecchio rivale di Hogan Roddy Piper, che la WCW aveva appena messo sotto contratto, salì sul ring per confrontarsi con lui. A  World War 3, Piper e Hogan firmarono un contratto ufficiale per un match (senza titolo in palio), sebbene Piper finì per essere aggredito da Hogan e dal nWo. Nel main event a Starrcade Piper sconfisse Hogan facendolo addormentare con la sua presa Sleeper hold.
Nel febbraio 1997 anche "Macho Man" Randy Savage entrò a sorpresa nel nWo. L'ingresso più clamoroso fu però quello di Eric Bischoff, vicepresidente esecutivo della WCW, che avrebbe rivelato di essere la mente dietro al New World Order. Per tutto il 1997 andò avanti una sorta di guerra tra nWo e WCW, che vide il gruppo guidato da Hogan & Bischoff, ormai una vera e propria federazione alternativa alla WCW, dominare settimana dopo settimana la federazione di Atlanta, anche grazie a Bischoff che spesso fece valere il suo potere per ribaltare le decisioni a favore del nWo. Solo nell'estate 1997 la WCW riuscì a rialzare la testa quando nel corso di un'edizione di Nitro Lex Luger sconfisse Hollywood Hogan strappandogli il titolo di campione del mondo WCW. Quattro giorni dopo, a Road Wild 1997, Hogan riuscì però a riprendersi la cintura grazie all'aiuto del resto del nWo e dell'arbitro Nick Patrick, ormai da tempo affiliato al New World Order. Un mese dopo a Fall Brawl 1997, Curt Hennig, da poco passato dalla WWF alla WCW tradì i Four Horsemen (Ric Flair, Chris Benoit & Steve McMichael) entrando nel nWo; qualche giorno dopo a Nitro lo stesso Hennig sconfisse Steve McMichael conquistando il WCW United States Heavyweight Championship.

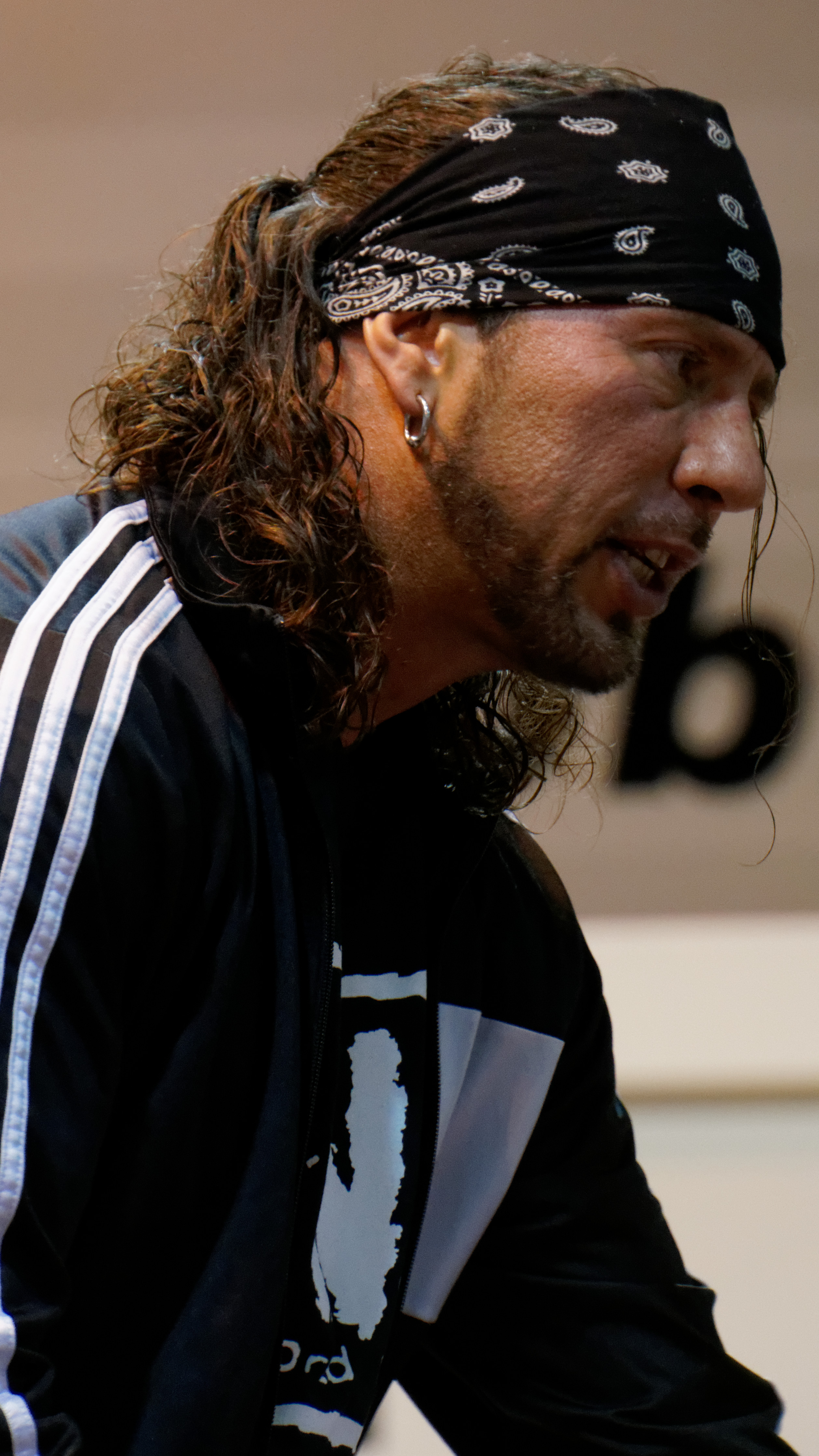
Syxx fu il sesto membro ad unirsi al nWo

Il wrestler Masahiro Chono entrò nel gruppo il 16 dicembre e si autoproclamò leader del nWo "Japan", branca giapponese della fazione nella NJPW.
Verso la fine del 1997, l'ultimo baluardo della WCW contro il nWo restava Sting, lo scorpione; dopo diversi mesi in cui aveva assistito da spettatore alla presa di potere di Hogan e soci, venne riportato a Nitro dal presidente WCW J.J. Dillon, che per convincerlo a tornare ottenne da Hogan un match con lui con il titolo WCW in palio a Starrcade 1997. Il match Hollywood Hulk Hogan vs Sting venne ufficialmente sancito il 28 ottobre 1997, con la firma del contratto "in diretta" (in realtà registrata la settimana prima) nel corso di una conferenza stampa alla MGM Grand di Las Vegas. La cerimonia venne mandata in onda su TNT durante una pausa pubblicitaria nella trasmissione via cavo del nuovo film di Hogan, Assalto all'isola del Diavolo. Il promo ebbe successo, ottenendo un indice di gradimento di 4.2 (nello stesso periodo su USA Network, il promo WWF per l'evento Survivor Series ottenne solo 2.8), e il match divenne molto atteso dai fan. Durante la conferenza stampa, Hogan e Sting ebbero un breve faccia a faccia mentre Sting firmava il contratto senza nemmeno distogliere lo sguardo dal campione. Durante la puntata del 10 novembre di Nitro, il New World Order aggredì Sting, e Hogan colpì ripetutamente il prossimo avversario con vari leg drop. Quindi Sting scomparve per un mese, mentre il nWo metteva fuori combattimento The Giant, Diamond Dallas Page, Steiner Brothers e Larry Zbyszko sembrando più forte che mai. Il match si chiuse in modo controverso: Hogan schienò Sting grazie ad un conto veloce del solito Nick Patrick, ma Bret Hart, approdato da un mese in WCW dopo lo Screwjob di Montréal, dal tavolo dei commentatori si recò a bordo ring, impedendo al timekeeper di far suonare il gong e facendo ripartire il match. Sting imprigionò Hogan nella Scorpion Deathlock e Bret fece suonare la campana senza un chiaro segnale di resa da parte di Hogan (questa scena era ironicamente simile allo Screwjob subito da Bret Hart a Survivor Series 1997), dichiarando vincitore e nuovo campione WCW Sting. Nelle settimane successive Hogan protestò per l'accaduto, chiedendo che gli fosse riconsegnato il titolo; l'8 gennaio 1998 J.J. Dillon decise invece di dichiarare vacante la cintura e rimetterla in palio tra i due a SuperBrawl VIII, dove Sting sconfisse di nuovo Hogan conquistando definitivamente il titolo. Poco tempo dopo la perdita della cintura da parte di Hogan a Starrcade, cominciarono a palesarsi i primi segnali di dissidio interno al nWo. Il feud tra Scott Hall e Larry Zbyszko giunse al termine quando Zbyszko sconfisse Hall per squalifica dopo che Louie Spicolli aveva interferito nell'incontro. Al termine del match, Dusty Rhodes, che era stato nella cabina di trasmissione quella notte e al quale Zbyszko aveva chiesto di accompagnarlo sul ring, si unì a Hall e Spicolli nell'aggressione a Zbyszko ed entrò nel nWo, in veste di manager e mentore di Hall. Nel frattempo, il nWo continuò ad espandere i propri ranghi reclutando Brian Adams e Ed Leslie, nuova guardia del corpo di Hogan, presentato come "The Disciple".

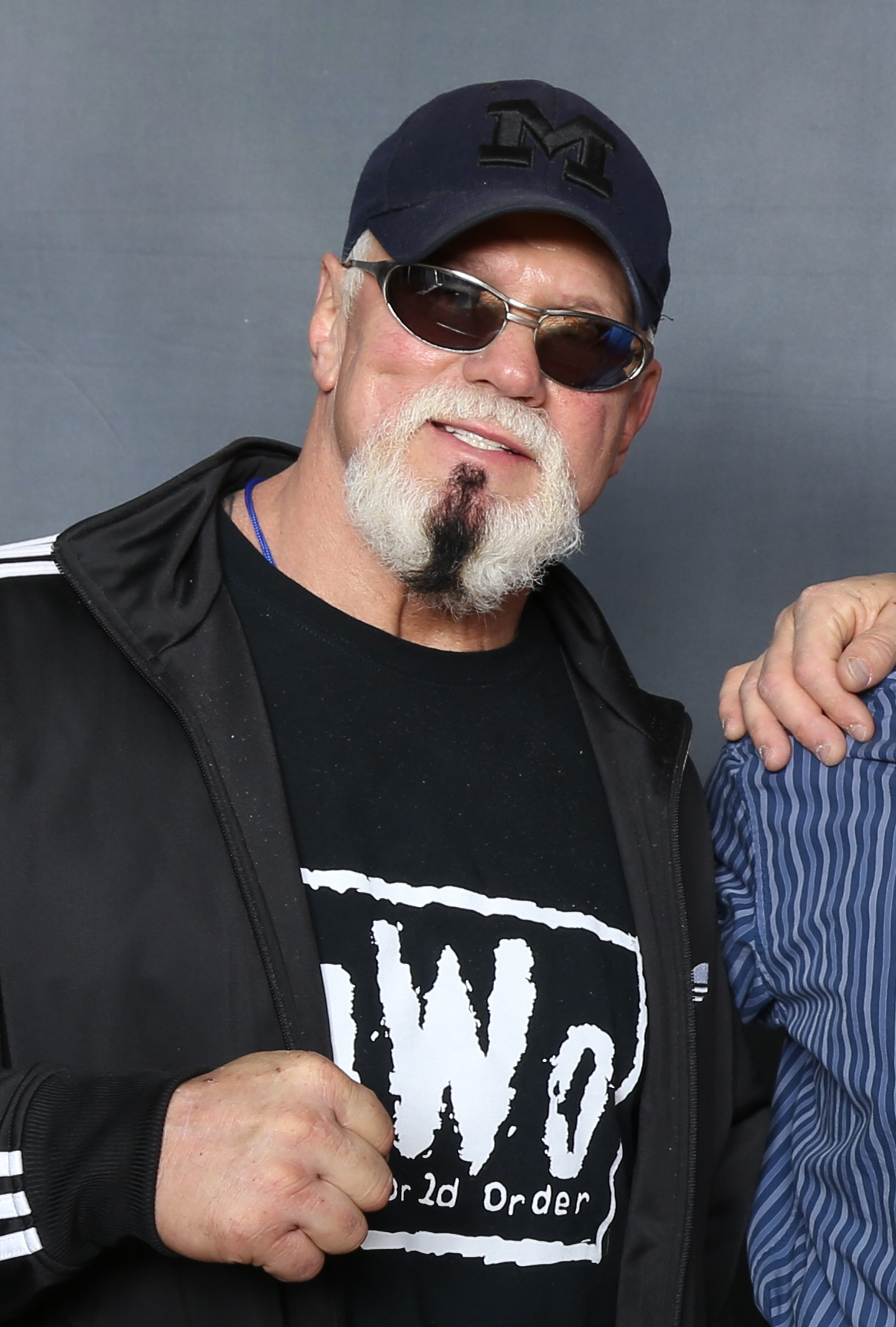
Scott Steiner si unì al nWo al ppv SuperBrawl VIII

#### Dissenso; nWo Hollywood & nWo Wolfpac
Ad inizio 1998 il nWo reclutò Scott Steiner e la situazione all'interno del gruppo precipitò: Savage e Nash entrarono in contrasto; Macho Man interferì nel rematch tra Sting e Hogan a vantaggio dello scorpione, invece che del suo superiore; nel marzo 1998, inoltre, Scott Hall scomparve momentaneamente dalla circolazione. I problemi si aggravarono quando Randy Savage, a Spring Stampede 1998, sconfisse Sting, divenendo nuovo campione WCW. Quattro giorni più tardi, a Nitro, Savage sfidò Hogan in un match in cui sia il titolo WCW sia il comando del nWo erano in palio; nel finale dell'incontro, con l'arbitro KO, Nash intervenne per salvare Savage, stendendo Hogan con la Jackknife Powerbomb, ma a sorpresa arrivò Bret Hart che, dopo aver steso Nash con una sediata, mise Hogan sopra Savage per lo schienamento vincente, che laureò Hogan per la quarta volta campione del mondo WCW e che di fatto sancì l'ingresso di Hart nel nWo.

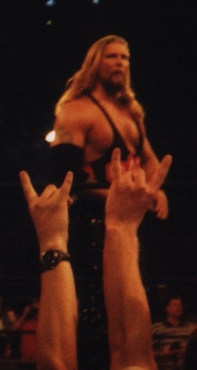
Membri del pubblico fanno il gesto caratteristico del Wolfpac a Kevin Nash

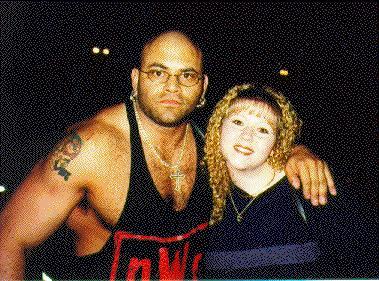
Konnan (sinistra) fu uno dei membri del nWo Wolfpac capeggiato da Nash

La frattura tra Nash e Hogan divenne insanabile e portò l'ex Diesel a creare una sua nWo alternativa, dal nome nWo "Wolfpac", a cui, oltre allo stesso Nash e Savage, aderirono altri wrestler della prima nWo, tra cui un rientrante Scott Hall, che però tradì poco dopo Nash tornando alla corte di Hogan chiamata ora nWo "Hollywood". Nel corso della puntata di Nitro del 4 maggio, Nash, Savage e Konnan si presentarono indossando magliette nere con il logo nWo scritto in rosso, in opposizione all'abituale logo bianco e nero. Il gruppo si autodefinì "nWo Wolfpac" (nome che Nash aveva già utilizzato in precedenza insieme a Hall e Syxx come trio), e ad esso si unirono nelle settimane successive Curt Hennig, Miss Elizabeth, Rick Rude e Dusty Rhodes. La fazione Wolfpac divenne la prima incarnazione face del nWo. Hogan tenne per la sua stable il bianco e nero del nWo originale e ribattezzò il gruppo "nWo Hollywood", con membri Vincent, Bischoff, Scott Steiner, Scott Norton, Brian Adams, Buff Bagwell e The Disciple.
Nei mesi successivi, le due fazioni si accaparrarono alcuni dei lottatori più importanti della WCW: l'nWo "Hollywood" vide entrare nelle sue file Steve Ray e The Giant, mentre l'nWo "Wolfpac" si accaparrò Lex Luger e a sorpresa Sting, che dopo essere stato per più di un anno il rivale numero uno del nWo ora entrava nelle sue file. Sempre in questo periodo, Hogan perse la cintura a Nitro contro il campione degli Stati Uniti Bill Goldberg, imbattuto da quasi un anno in WCW e, dopo un breve feud con Warrior, scomparve momentaneamente dalle scene. Verso la fine del 1998, Kevin Nash vinse la Three ring battle royal di World War III 1998, diventando primo sfidante al titolo WCW a Starrcade 1998, dove strappò la cintura a Goldberg, interrompendo la sua striscia vincente, grazie ad un intervento a sorpresa di un rientrante Scott Hall. Quattro giorni dopo, era prevista a Nitro la rivincita tra Nash e Goldberg, ma, ad inizio show, Goldberg fu fatto arrestare dall'appena tornato Hollywood Hogan, che sfidò Nash a mettere in palio la cintura contro di lui. Il match si rivelò una farsa, Hogan toccò Nash con un dito e subito il campione WCW si buttò a terra facendosi schienare da Hogan per il più facile degli schienamenti; Hogan tornò per la quinta volta campione WCW e il nWo ritornò unito in un'unica entità, il nWo "Elite".

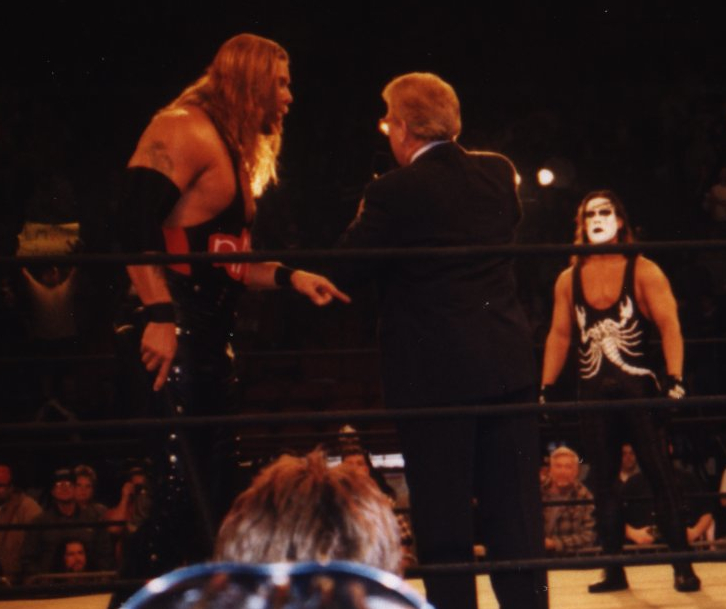
Kevin Nash e Sting, qui di fronte uno all'altro sul ring, avrebbero in seguito unito le proprie forze formando la fazione scissionista nWo Wolfpac per contrastare il nWo Hollywood di Hogan

#### nWo 2000 e dissoluzione
Dopo la riunione di fine 1998, la nWo non riuscì a ripetere nel 1999 il dominio ottenuto due anni prima nel 1997; Hogan perse il titolo contro Ric Flair qualche mese dopo e poi fu costretto a fermarsi per un infortunio, la stable cominciò a disgregarsi e lo stesso Hogan, al ritorno dall'infortunio, tornò a vestire i vecchi colori Red & Yellow dell'Hulkamania. Dopo due anni in cui aveva monopolizzato la WCW, la nWo sembrava destinata lentamente a sparire, ma, nel 2000, fece il suo inaspettato ritorno, quando a sorpresa Kevin Nash e Scott Hall aiutarono Bret Hart a conquistare il titolo mondiale contro Sid Vicious. A loro si unì pure Jeff Jarrett e ciò diede origine ad una nuova nWo, denominata nWo "2000"; il pubblico però non accolse favorevolmente questa ennesima reincarnazione della stable e in molti accusarono Bischoff di fossilizzarsi sul New World Order, invece di trovare nuove idee per risollevare la WCW dalla crisi in cui versava da due anni. Il 31 gennaio 2000 i fratelli Ron e Don Harris entrarono ufficialmente nel gruppo in veste di guardie del corpo, nel corso di una puntata di Nitro. Con il ritorno di Bischoff e Vince Russo in aprile, il nWo si dissolse completamente e Jarrett, Steiner e gli Harris Brothers entrarono nella stable The New Blood mentre il rientrante da un infortunio Nash si unì alla fazione The Millionaire's Club.

### World Wrestling Federation (2002)
Nel 2001, dopo l'acquisizione della WCW da parte della WWF, ebbe inizio una storyline in cui i wrestler WCW, guidati da Shane McMahon, e quelli ECW, guidati da Stephanie McMahon e da Paul Heyman, diedero vita all'Alleance con l'obiettivo di invadere la WWF ed estromettere Vince McMahon dal business; la storyline terminò alle Survivor Series 2001 con la vittoria del team WWF (composto da The Rock, The Undertaker, Kane, Chris Jericho & Big Show) sul team Alleance (composto da Steve Austin, Kurt Angle, Booker T, Rob Van Dam & Shane McMahon). Questo obbligò l'Alleance a sciogliersi; 24 ore dopo a Monday Night Raw fece il suo ritorno in WWE "The Nature Boy" Ric Flair, il quale annunciò a Vince McMahon che per trovare i soldi per comprare WCW ed ECW, Shane e Stephanie gli avevano venduto le loro quote della WWF e ora loro due erano soci al 50%; la convivenza tra i due ebbe però vita breve e ben presto i contrasti li portarono a collidere in un match 1 contro 1 alla Royal Rumble 2002, che vide prevalere Flair. Nell'edizione successiva di Raw, un sibillino Vince interruppe l'autocelebrazione del "Nature Boy", dicendo che alla Royal Rumble non aveva perso solo lui, ma anche lo stesso Flair e tutte le superstar WWE.
Tre giorni dopo, nel corso di SmackDown, Vince McMahon fu inquadrato più volte nel suo ufficio in un monologo allo specchio in cui cercava di convincere se stesso a fare qualcosa di terribile, cercando di convincersi che Flair era un cancro per la WWE e che prima che lui potesse distruggere ciò che lui aveva creato, l'avrebbe distrutta lui stesso iniettandogli un veleno potentissimo; il segmento si chiuse con l'inquadratura sulla sedia di Vince in cui campeggiava la scritta "nWo". Nelle settimane successive, Vince uscì allo scoperto, annunciando di voler riportare in vita il nWo nella sua formazione originale (Hollywood Hogan, Kevin Nash & Scott Hall) per distruggere la WWE e che, solo cedendogli il suo 50% della federazione, Flair poteva impedire tutto ciò; Flair, alla fine, cedette al ricatto di Vince, dicendo che lo faceva per le superstar WWE e non per lui. A Raw, i due ufficializzarono il passaggio delle quote, ma Steve Austin interruppe il tutto, invitando il pubblico a convincere Flair a non cedere e dicendosi pronto a combattere l'nWo. Flair, quindi, si convinse e annunciò di voler restare co-owner WWE; in conseguenza di ciò, fu ufficialmente annunciato che l'nWo avrebbe esordito in WWE nel corso di No Way Out 2002.

#### Hollywood Hogan vs The Rock: Wrestlemania X8
Nel 2002 No Way Out si aprì subito con l'arrivo sul ring dei tre dell'nWo, che dissero di non essere venuti in WWE per distruggerla, ma per lavorare con le altre superstar della federazione. Durante il PPV, i tre furono protagonisti di due segmenti nel backstage con The Rock e Steve Austin in cui sembravano voler andare d'accordo con entrambi (nel primo, Hogan voleva farsi una foto col People's Champ, mentre, nel secondo, i tre cercarono di offrire ad un poco convinto Austin delle birre), ma a fine serata Hogan e compagni intervennero nel main event, che vedeva Austin andare all'assalto dell'Undisputed Title detenuto da Chris Jericho, permettendo a quest'ultimo di confermarsi campione; come se non bastasse, i tre umiliarono Austin scrivendogli sulla schiena "nWo" con il classico spray nero.
Nella puntata di Raw successiva, Austin chiese inutilmente al nWo di presentarsi sul ring per rispondere di quanto fatto al PPV, ma i tre si limitarono a comparire sulla rampa, per poi tornare subito dopo nel backstage. Austin, allora, minacciò di boicottare lo show, se non fossero tornati sul ring; egli, tuttavia, fu fatto arrestare da Kurt Angle perché si rifiutava di lasciare il ring. Subito dopo l'allontanamento di Austin dall'arena, Hogan tornò sul ring per spiegare al pubblico il perché aveva tradito i fan diversi anni prima passando alla WCW, ma ad interromperlo arrivò The Rock, che accusò Hogan di aver sempre raccontato bugie ai fan (definendosi egli stesso "un Hulkamaniac tradito") e lo sfidò ad affrontarlo faccia a faccia a WrestleMania X8, sfida che fu accettata da Hogan. Dopo la stretta di mano tra i due, The Rock lanciò un messaggio al rivale stendendolo con la Rock Bottom, ma subito dopo Hall e Nash accorsero sul ring attaccando Rocky, che fu vittima di un pestaggio tre contro uno, in cui prima Hogan lo prese a martellate, poi tutti e tre lo fecero vittima delle rispettive finishers (Outsider's Edge, Jackknife Powerbomb e Leg Drop of Doom) e per finire lo umiliarono con la scritta nWo sulla schiena con lo spray nero. Oltre a questo, i tre bloccarono nel parcheggio dell'arena l'ambulanza che lo doveva portare in ospedale e Hogan, alla guida di un camion, la colpì diverse volte fino a farla ribaltare. Nell'edizione successiva di Raw, McMahon obbligò il nWo a scusarsi per quanto fatto a The Rock e, mentre Hogan e soci stavano facendo le loro scuse sul ring, Austin irruppe sullo stage col suo pick-up obbligandoli alla fuga. Austin inseguì i tre nel backstage riuscendo a mettere le mani su Scott Hall, riportandolo sul ring e umiliandolo pubblicamente; il tutto portò a sancire un match tra Austin e Hall a WrestleMania X8. Nelle settimane successive, continuarono gli scontri tra Austin e il nWo, finché, dieci giorni prima di WrestleMania, The Rock fece il suo ritorno a Smackdown e sfidò subito il nWo ad un match per la serata, ottenendo un match contro Scott Hall che terminò ben presto con la squalifica del membro del nWo e si trasformò in un nuovo pestaggio ai danni di Rocky, salvato dall'arrivo di Austin con Vince che annunciò, per l'ultima puntata di Raw prima dello "Showcase degli Immortali", un match 2 contro 3 tra nWo e il duo The Rock-Austin; il match fu vinto dal nWo grazie ad Hogan, che, a sei giorni da WrestleMania, schienò il suo rivale col suo Leg Drop of Doom. A Wrestlemania X8, il primo dei due match con protagonista il nWo fu quello tra Austin e Hall, che vide prevalere il primo nonostante le varie interferenze di Nash a favore dell'amico; a fine match Nash e Hall promisero di rifarsi nel match tra Hogan e The Rock, ma Hogan disse ai due di restare nel backstage, poiché voleva battere Rocky con le sue sole forze dimostrando di essere il migliore dei due; pur non comprendendola, i due accettarono la sua scelta.
Il match tra Hogan e The Rock fu uno dei match più famosi della storia di WrestleMania: Hogan, pur presentandosi da heel, ebbe quasi tutto il pubblico dalla sua. Al termine di un'epica battaglia, fu però The Rock ad avere la meglio grazie a due Rock Bottom consecutive, seguite dal People's Elbow; a fine match Hogan porse sportivamente la mano a Rocky che l'accettò. Poco dopo, Nash e Hall salirono sul ring chiedendo spiegazione a Hogan e attaccandolo, con The Rock che tornò sul ring e aiutò Hogan a ricacciarli nel backstage, e prima di lasciare il ring invitò l'Immortale a deliziare i fan con le sue classiche pose.

#### Draft
Nella puntata di Raw dopo WrestleMania, Nash e Hall accusarono Hogan di aver mandato a monte i piani per il PPV, perché, invece di focalizzarsi sull'obiettivo che si erano prefissati inizialmente, cioè Austin, si era distratto con la sfida a The Rock, facendo fallire tutto; Hogan fu, così, estromesso dal gruppo. La stessa sera, Hogan e The Rock fecero coppia contro Nash e Hall, sconfiggendoli per schienamento. Tre giorni dopo, a Smackdown, The Rock sconfisse Kevin Nash per squalifica, causata dall'intervento di Hall; Hogan accorse sul ring in aiuto di Rocky, ma fu attaccato da un rientrante X-Pac, che si riunì a Hall e Nash, riportando l'nWo a tre membri.
Nel Raw successivo, andò in onda lo storico draft della federazione; a sorpresa, The Rock e Hogan furono scelti da Vince per SmackDown, mentre l'nWo fu scelta da Flair per Raw. Sempre la stessa sera, Hogan & The Rock affrontarono l'nWo in un match 2 contro 3; terminato a favore del trio in bianco e nero per squalifica causata da Kane, scelto poco prima da Flair (Raw) come colui che avrebbe dovuto tenere l'nWo a bada.
Tre giorni dopo, nell'ultimo SmackDown a roster unificati, Hogan, The Rock & Kane sconfissero l'nWo in un tre contro tre, chiudendo definitivamente i conti.
A Raw, l'nWo trovò subito un nuovo rivale, oltre a Kane, in Bradshaw, rimasto orfano di Faarooq (scelto da McMahon per Smackdown) quando Nash, Hall & X-Pac presero possesso di forza dell'ex ufficio degli APA, trasformandolo nel loro ufficio; nelle settimane successive Kane fu messo fuori causa da un infortunio, mentre Kevin Nash fu a sorpresa sospeso da Flair a tempo indeterminato (in realtà anche l'ex Diesel era vittima di un infortunio); a Backlash 2002 Scott Hall sconfisse Bradshaw in un match tutt'altro che entusiasmante e più tardi nella serata, Hall & X-Pac interferirono nel number-one contender match tra Austin e The Undertaker, a favore del secondo, che vinse il match per un errore dell'arbitro speciale Ric Flair, il quale non vide il piede sulla corda di Austin durante il conteggio decisivo.
Austin tornò ad essere nel mirino dell'nWo e, nel Raw successivo, fu sancito da Ric Flair un incontro di coppia che vedeva Austin & Bradshaw dover affrontare Hall & X-Pac, ma prima del match Bradshaw fu trovato KO nel backstage e Flair nominò Big Show come sostituto. Il gigante tradì però a sorpresa Austin durante la contesa, passando nelle file del nWo; sette giorni più tardi, Flair sancì un six-man tag team match tra nWo e un team composto da Austin, Bradshaw e lo stesso "Nature Boy", durante il quale fu proprio Flair a tradire gli altri due, rivelando di essere in combutta con il nWo. Purtroppo, poco dopo, Scott Hall fu licenziato dalla WWF per non essersi presentato ad uno show per i soliti problemi di alcolismo durante un tour in Inghilterra; il nWo si trovò, così, senza nessuno dei suoi padri fondatori al comando, con la guida esterna di Flair. Egli annunciò di aver dovuto sospendere Nash per nascondere un infortunio, ma che presto sarebbe tornato a Raw, e, inoltre, inserì nel gruppo anche il 5 volte campione WCW Booker T. A Judgment Day 2002, Steve Austin sconfisse Flair & Big Show in un handicap match; il nWo iniziò così ad andare allo sbando, orfano di un leader, finché Kevin Nash non rientrò e ricompattò le file del gruppo.

#### Scioglimento
Per risollevare le sorti del nWo, senza nemmeno più dell'appoggio esterno di Flair, che perse il suo 50% della WWE in un match contro McMahon, il quale tornò padrone al 100% della federazione, Nash annunciò l'innesto di un nuovo elemento del gruppo che avrebbe ridato la scossa. Il membro si rivelò niente meno che "The Heart Break Kid" Shawn Michaels, assente in WWE da Judgment Day 2000, in cui aveva arbitrato l'iron man match tra Triple H e The Rock. HBK disse di essere tornato solo come favore personale all'amico Kevin Nash e che non sarebbe tornato sul ring come lottatore; dopo aver catechizzato uno ad uno gli altri membri del gruppo, HBK estromise Booker T, stendendolo con una Sweet Chin Music perché reo di voler usare l'nWo per tornaconto personale. A King of the Ring 2002, Booker T si prese la rivincita sconfiggendo Big Show; la stessa sera a sorpresa il nWo incrociò Triple H nel backstage alla vigilia del main event in cui avrebbe affrontato l'Undisputed Champion Undertaker; il nWo offrì il suo appoggio al vecchio amico, anche se durante il match non si fece vedere. Il giorno dopo, a Raw, Michaels annunciò che presto l'nWo avrebbe avuto un nuovo membro, un vecchio amico che si sarebbe riunito a loro. Si trattava di Triple H, a cui venne dato tempo fino a Vengeance per accettare la loro offerta. Mentre cresceva l'attesa per sapere se davvero Triple H sarebbe entrato nel nWo, qualche settimana prima del PPV, Kevin Nash annunciò di avere avuto finalmente l'ok dai medici per tornare a lottare e organizzò un incontro 5 contro 5 in cui i tre membri attivi del nWo (Big Show, X-Pac e lo stesso Nash) avrebbero fatto squadra con Eddie Guerrero & Chris Benoit contro un team composto da Booker T, Goldust, Bubba Ray Dudley, Spike Dudley e un quinto membro a sorpresa che si rivelò essere Rob Van Dam; durante il match Nash si rinfortunò gravemente ad un ginocchio, e fu costretto ad uno stop molto lungo; questo nuovo stop di Nash, il licenziamento di Hall di un paio di mesi prima e il prossimo addio di X-Pac alla federazione, che in scadenza di contratto non aveva trovato l'accordo per il rinnovo, indusse la federazione a cambiare radicalmente i piani ponendo fine alla stable in bianco e nero. Sette giorni dopo, Vince McMahon apparve a Raw, accompagnato dalla musica del nWo, annunciando ai fan che era l'ultima volta che avrebbero sentito quella musica in WWE, perché la fazione era ufficialmente morta; a sei anni dalla nascita, la stable più dominante della storia del pro wrestling cessava definitivamente di esistere.

### Varie reunion e WWE Hall of Fame (2014–2021)

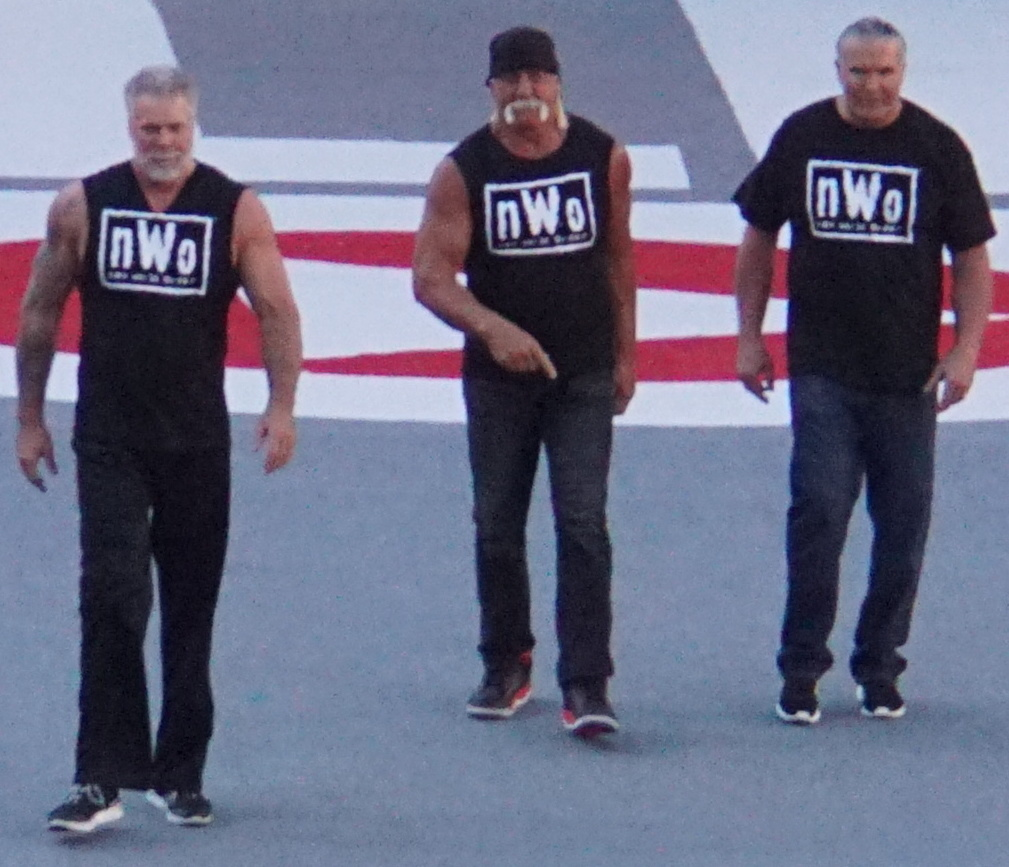
I tre membri originali Nash, Hogan e Hall a WrestleMania 31

Hulk Hogan, Kevin Nash e Scott Hall riunirono il nWo nella puntata di Raw dell'11 agosto 2014 per festeggiare il sessantunesimo compleanno di Hogan; inizialmente entrato con il suo classico attire giallo e rosso, dopo le esortazioni di Nash, si strappò la canotta rossa, rivelando la classica maglia nera con stampato il logo nWo.
I tre si riunirono ancora il 29 marzo 2015 a WrestleMania 31 per dare aiuto a Sting nel suo match contro Triple H; aiuto vano, vista la vittoria finale di Triple H, grazie anche all'interferenza della D-Generation X.
Il 10 aprile 2021 a WrestleMania 37, Hulk Hogan, Kevin Nash, Scott Hall e Syxx furono introdotti nella WWE Hall of Fame.

## Incarnazioni e membri

### World Championship Wrestling
| #  | Nome          | Membri |
| -- | ------------- | --- |
| 1ª | nWo           | Hulk Hogan, Kevin Nash, Scott Hall, Ted DiBiase, The Giant, nWo Sting (Jeff Farmer), Syxx, Vincent, Nick Patrick, Miss Elizabeth, Eric Bischoff, Buff Bagwell, Masahiro Chono, Scott Norton, Randy Savage, Dennis Rodman, The Great Muta, Konnan, Curt Hennig, Rick Rude, Dusty Rhodes, Scott Steiner |
| 2ª | nWo Hollywood | Hulk Hogan, Scott Hall, The Giant, Vincent, Eric Bischoff, Buff Bagwell, Scott Norton, Dennis Rodman, Rick Rude, Brian Adams, The Disciple, Dusty Rhodes, Scott Steiner, Bret Hart, Horace Hogan, Stevie Ray, Miss Elizabeth, Mark Johnson, Curt Hennig, nWo Sting (Jeff Farmer)                      |
| 3ª | nWo Wolfpac   | Kevin Nash, Konnan, Lex Luger, Randy Savage, Sting, Curt Hennig, Miss Elizabeth, Disco Inferno, Rick Rude, Dusty Rhodes |
| 4ª | nWo Elite     | Hulk Hogan, Kevin Nash, Scott Hall, Miss Elizabeth, Eric Bischoff, Buff Bagwell, Scott Steiner, Rick Steiner, Lex Luger, David Flair, Torrie Wilson |
| 5ª | nWo 2000      | Kevin Nash, Scott Hall, Bret Hart, Jeff Jarrett, Scott Steiner, Ron Harris, Don Harris |

### New Japan Pro-Wrestling
| #  | Nome      | Membri |
| -- | --------- | --- |
| 1ª | nWo Japan | Masahiro Chono, The Great Muta, Hiro Saito, Hiroyoshi Tenzan, Satoshi Kojima, nWo Sting (Jeff Farmer), Buff Bagwell, Scott Norton, Michael Wallstreet, Tatsutoshi Goto, Michiyoshi Ohara, Brian Adams, Big Titan |

### World Wrestling Federation
| #  | Nome | Membri                                                 |
| -- | ---- | ------------------------------------------------------ |
| 1ª | nWo  | Hulk Hogan, Kevin Nash, Scott Hall                     |
| 2ª | nWo  | Kevin Nash, Big Show, Booker T, Shawn Michaels e X-Pac |
| 3ª | nWo  | Kevin Nash, Big Show, Shawn Michaels e X-Pac           |

## Titoli e riconoscimenti
- New Japan Pro-Wrestling
  - IWGP Heavyweight Championship (3) – Masahiro Chono (1), Scott Norton (1), The Great Muta (1)
  - IWGP Tag Team Championship (3) – Masahiro Chono e The Great Muta (1), Masahiro Chono e Hiroyoshi Tenzan (1), Hiroyoshi Tenzan e Satoshi Kojima (1)
  - Super Grade Tag League (1997) – Masahiro Chono e The Great Muta
  - Super Grade Tag League (1998) – The Great Muta e Satoshi Kojima
  - G1 Tag League (1999) – The Great Muta e Scott Norton
- Nikkan Sports
  - Match of the Year (1999) – Keiji Muto vs. Genichiro Tenryu il 3 maggio a Strong Energy – Tag 14
  - Outstanding Performance (1998) – Keiji Muto
  - Technique Award (1997) – The Great Muta
  - Wrestler of the Year (1997) – Masahiro Chono
  - Wrestler of the Year (1999) – Keiji Muto
- Pro Wrestling Illustrated
  - Comeback of the Year (2002) – Hollywood Hulk Hogan
  - Feud of the Year (1996) – Eric Bischoff vs. Vince McMahon
  - Feud of the Year (1997) – Randy Savage vs. Diamond Dallas Page
  - Match of the Year (2002) – Hollywood Hulk Hogan vs. The Rock il 17 marzo a WrestleMania X8
  - Most Hated Wrestler of the Year (1996, 1998) – Hollywood Hogan
  - Most Inspirational Wrestler of the Year (1999) – Hollywood Hogan
  - Rookie of the Year (1996) – The Giant
  - Tag Team of the Year (1997) – Kevin Nash e Scott Hall
  - Wrestler of the Year (1996) – The Giant
- Tokyo Sports
  - Match of the Year (1999) – Keiji Mutoh vs. Genichiro Tenryu il 3 maggio a Strong Energy – Tag 14
  - Outstanding Performance (1998) – Keiji Muto
  - Wrestler of the Year (1997) – Masahiro Chono
  - Wrestler of the Year (1999) – Keiji Muto
- World Championship Wrestling
  - WCW Cruiserweight Championship (1) – Syxx
  - WCW United States Heavyweight Championship (6) – Curt Hennig (1), Lex Luger (1), Scott Hall (1), Scott Steiner (1), Jeff Jarrett (2)[20]
  - WCW World Heavyweight Championship (8) – Hollywood Hogan (4), Kevin Nash (2), Randy Savage (1), Bret Hart (1)[21]
  - WCW World Tag Team Championship (11) – Kevin Nash e Scott Hall (6), Sting e The Giant (1), Sting e Kevin Nash (1), Scott Hall e The Giant (1), Ron e Don Harris (2)
  - WCW World Television Championship (2) – Konnan (1), Scott Steiner (1)
  - World War 3 (3)
    - The Giant (1996)
    - Scott Hall (1997)
    - Kevin Nash (1998)
- World Wrestling Entertainment/WWE
  - WWE Hardcore Championship (1) – Big Show
  - WWE Hall of Fame (Classe del 2020) – Hogan, Hall, Nash e Waltman
- Wrestling Observer Newsletter
  - Best Box Office Draw (1997) – Hollywood Hogan
  - Best Gimmick (1996) – nWo
  - Feud of the Year (1996) New World Order vs. World Championship Wrestling
  - Most Embarrassing Wrestler (1996, 1998–1999) – Hulk/Hollywood Hogan
  - Readers' Least Favorite Wrestler (1996–2000) – Hollywood Hogan (1996–1999), Kevin Nash (2000)
  - Rookie of the Year (1996) – The Giant
  - Worst Match of the Year (1997) – Hollywood Hogan vs. Roddy Piper il 23 febbraio a SuperBrawl VII
  - Worst Match of the Year (1998) – Hollywood Hogan vs. The Warrior il 25 ottobre a Halloween Havoc